# ГЕС Буендія
ГЕС Буендія – гідроелектростанція у центральній частині Іспанії, на південний схід від Мадрида. Розташована на річці Гвадьєла, лівій притоці Тахо (найбільша річка Піренейського піострова, що впадає в Атлантичний океан вже на території Португалії біля Лісабону).
Для роботи станції на Guadiela неподалік від її гирла звели гравітаційну греблю висотою 79 метрів та довжиною 315 метрів, на спорудження якої пішло 496 тис м3 матеріалу. Вона утворила велике водосховище із об'ємом 1638 млн м3, яке окрім прямого стоку поповнюється зі спорудженого на Тахо сховища Entrepeñas. Для цього між ними прокладено канал довжиною 4,7 км, центральна частина якого довжиною 3,2 км проходить в тунелі.
Розташований біля греблі машинний зал обладнаний трьома турбінами типу Френсіс загальною потужністю 55,2 МВт, які при напорі у 70 метрів забезпечують річне виробництво на рівні 54 млн кВт-год.
Зв’язок з енергосистемою відбувається по ЛЕП, що працює під напругою 132 кВ.